# Pat Beasley
 (décembre 2023).
Albert Beasley, dit Pat Beasley est un footballeur et entraîneur anglais né le 16 juillet 1913 à Stourbridge et mort le 27 février 1986 à Taunton. Il évoluait au poste de ailier gauche et de milieu gauche.

## Biographie

### En club
Beasley est joueur du Arsenal FC de 1931 à 1937,,,.
Il débute en première division anglaise lors de la saison 1931-1932 lors d'un match contre Sunderland.
Ses apparitions sont plus sporadiques ensuite, ne disputant aucun match lors de la saison suivante, Arsenal remporte le titre en 1933.
Il est un des artisans des deux saisons suivantes où Arsenal est à nouveau champion : en 1933-1934, il joue 23 matchs pour 10 buts marqués et il dispute 20 matchs pour 6 buts inscrits en 1934-1935.
En 1937, il est transféré au Huddersfield Town, club qu'il représente durant trois saisons.
En 1938, il est titulaire lors de la finale de la Coupe d'Angleterre perdue contre le Preston North End.
Après la Seconde Guerre mondiale, Beasley rejoint Fulham. Il remporte avec ce club la deuxième division en 1948-1949.
Pat Beasley joue au total 224 matchs pour 43 buts marqués en première division anglaise.

### En équipe nationale
International anglais, il reçoit une sélection pour un but marqué en équipe d'Angleterre le 15 avril 1939 contre l'Écosse lors de l'édition 1938-1939 des British Home Championship,.

### Entraîneur
En 1950, Bealey devient entraîneur-joueur de Bristol City.
De 1959 à 1960, il entraîne Birmingham City. Il les mène notamment en finale de la Coupe des villes de foire en 1960, perdue contre le FC Barcelone.
Par la suite, il est l'entraîneur du  Dover FC (en).

## Palmarès

### Joueur
Arsenal FC
- Championnat d'Angleterre (2) :
  - Champion :  1933-34 et 1934-35.

 Huddersfield Town
- Coupe d'Angleterre :
  - Finaliste :  1937-38.

 Fulham FC
- Championnat d'Angleterre D2 (1) :
  - Champion :  1948-49.

### Entraîneur
Bristol City
- Championnat d'Angleterre D3 Sud (1) :
  - Champion :  1958-60.

 Birmingham City
- Coupe des villes de foires :
  - Finaliste : 1958-60.